# Homo novus (román)
Homo novus (latinsky „Nový člověk“) je román, který v roce 1944 vydal Anšlavs Eglītis na pokračování v časopise Tēvija a zachycuje každodenní život v lotyšském hlavním městě Rize ve 30. letech 20. století a jeho společnost. Riga je zde zachycena z pohledu venkovského mladíka Jurise Upenājse, který na město pohlíží jako na zázrak. Zároveň však odráží spisovatelův vlastní pohled na město, které vždycky hluboce miloval a které se v umělecké komunitě nazývalo Severní Paříž.
26. září 2018 se konala premiéra komedie lotyšské režisérky Anny Viduleji Homo Novus, která byla natočena na motivy románu.

## Zápletka
Hlavní postavou románu je Juris Upenājs, který přichází do Rigy z malého městečka Cesvaine. Riga se postupem času stává důležitou součástí života mladých umělců.
„Homo novus“ ovšem není jen přesným odrazem Rigy ve 30. letech, ale také poměrně věrným náhledem do uměleckého života města poskytovaného samotným A. Eglītisem, který sám byl součástí uměleckého světa. Spisovatel poukazuje na jeden svět - na svět umělce. Román proto dokonale popisuje bohémský život rižských umělců, se spoustou pití, hádek, rozhovorů, procházek mezi jednotlivými hospodami a restauracemi v Rize. Eglītis to všechno dokázal znázornit přitažlivostí sobě vlastní, kterou doplňuje skutečný život, vitalita a vtip. 